# Route de Sainte-Luce
La route de Sainte-Luce est une voie de la ville de Nantes, en France.

## Situation et accès
Située dans le quartier Doulon - Bottière elle s'étend sur une distance de 3,5 km. Cette artère qui est l'une des composantes de la RD 68, est aussi l'une des plus longues voies de Nantes. Elle part du prolongement du boulevard Ernest-Dalby au sud pour aboutir à la limite de Sainte-Luce-sur-Loire, rue du Président-Coty.
Elle passe sous deux ponts successifs qui permettent le franchissement :
- de la ligne ferroviaire de Nantes à Châteaubriant ;
- du boulevard périphérique constituant la Porte de Sainte-Luce.

## Origine du nom
Elle porte ce nom car elle mène à la commune de Sainte-Luce.

## Historique
Jusqu'en 1908, la route constituait une partie de la limite administrative entre les communes de Nantes et celle de Doulon, ceci jusqu'au passage à niveau de la ligne Nantes-Segré.
Son tracé ne fut que très légèrement modifié, pour donner sa physionomie actuelle
À partir de 1801, c'est sur un champ de foire existant sur cette route au niveau de la rue Camille-Desmoulins que se tenait annuellement le jour de la saint Thomas, la seule des quatre foires doulonnaises ayant survécu à la Révolution. C'est à l'extrémité est de ce champ de foire que se trouvait à cette époque une petite chapelle dédiée à Notre-Dame-des-Grâces, construite à la fin du XVIIIe siècle par Louis-François Charette de la Colinière et qui sera bénit le 9 septembre 1776 par Marie-Jean de La Tullaye, prêtre-chanoine de la Cathédrale de Nantes. Cette chapelle sera finalement rasée après les années 1830.

C'est aussi à partir de cet endroit que coulait le ruisseau du Gué Robert, dont le cours longeait la route, puis l'actuel boulevard Ernest-Dalby, pour rejoindre l'« étier de Mauves » non loin de Malakoff et de la gare de Nantes. Des travaux de canalisation durant tout le XXe siècle, le feront disparaitre du paysage.
Située initialement sur le territoire de la commune de Doulon, elle porta différents noms : Chemin de grande communication de Nantes à Mauves, Chemin de grande communication de Nantes à Thouaré, Chemin de grande communication n°68, puis Chemin de la Colinière. Le conseil municipal lui attribua le 25 octobre 1905 son nom actuel, qui se limita d'abord jusqu'au passage à niveau permettant de franchir la ligne de Segré à Nantes-État. Par la suite, cette dénomination fut prolongée jusqu'à la limite de la commune de Sainte-Luce.
Naguère bordée par des tenues maraîchèreset des prairies, elle est aujourd'hui largement urbanisée. L'activité agricole a totalement disparu face au développement des zones industrielles (comme le « Centre de Gros » créé en 1964, et qui s'étend actuellement jusqu'à la route de Paris), et des zac comme celle de Bottière/Chênaie en cours d'aménagement, ou la celle des Gohards, actuellement en gestation entre l'ancien bourg du Vieux Doulon et la lisière de la commune de Sainte-Luce.
Depuis octobre 2013, elle est empruntée sur une grande partie de son tracé (à partir de la station de ligne 1 du tramway : « Souillarderie ») par le Chronobus C7 desservant cinq autres arrêts : « Cousteau », « Basse Chênaie », « Portail Rouge », « Vesprées » et « Bois des Anses ».

## Bâtiments remarquables et lieux de mémoire
- Au no 123 se trouve l'église mormone de Nantes, la seule du département.

## Voies secondaires

### Rue Camille-Desmoulins
Pour les articles homonymes, voir Rue Camille-Desmoulins.
Elle relie le boulevard des Poilus à la route de Sainte-Luce. Son nom est peut-être dû à une erreur de transcription. En effet, elle s'est appelée « chemin des moulins de la Marrière », noté "c. des moulins" sur certaines cartes.[réf. nécessaire] La tour du moulin existe toujours.

### Rue des Clématites
Rue en impasse qui débouche sur la rue Camille-Desmoulins. Ancienne tenue maraîchère, lotie vers 1980, la numérotation des maisons est faite en continu et non en pair-impair.

## Sources
- Noël Guillet, Doulon : De l'indépendance à l'annexion - Cent ans de vie municipale, Nantes, Association Doulon-histoire, 2000, 194 p. (ISBN 2-908289-19-9)

- Noël Guillet, La Colinière : Une famille : les « Charette » et leur château - Une maison de quartier - Un lycée, Chantonnay, Association Doulon-histoire, octobre 2004, 172 p. (ISBN 2-908289-28-8)

### Coordonnées des lieux mentionnés
1. ↑  Rue Camille-Desmoulins : 47° 13′ 59″ N, 1° 31′ 35″ O
2. ↑  Rue des Clématites : 47° 14′ 02″ N, 1° 31′ 25″ O